# Marc Durand (pianiste)
Pour l’article homonyme, voir Marc Durand.
Marc Durand, né à Saint-Samuel (Québec) le 28 août 1949, est un pianiste soliste, accompagnateur, chambriste et professeur.

## Formation
Marc Durand commence ses études musicales à l'école de musique Vincent-d'Indy avec Yvonne Hubert, Natalie Pépin, Louise André. Diplômé en musique des universités de Montréal, de Sherbrooke, puis de l'Université Temple de Philadelphie auprès d'Harvey Wedeen, il est aussi boursier de la Juilliard School de New York auprès d'Adele Marcus. Il participe à plusieurs stages d'été en Europe, au Canada et aux États-Unis étudiant le piano également auprès de Leon Fleisher, Pierre Sancan, Yvonne Lefébure, Jacques Rouvier et Ronald Turini; la musique de chambre avec Dorothy DeLay, Lillian Fuchs et Helen Kwalwasser; et l'accompagnement avec John Newmark et Dalton Baldwin.
En 1975 il remporte le Premier prix au Concours Leschetizky à New York et fait l'année suivante ses débuts au Carnegie Recital Hall à New York.

## Carrière
Marc Durand a été soliste avec divers orchestres et a donné de nombreux récitals comme soliste, accompagnateur ou chambriste au Canada, aux États-Unis, en Europe et en Asie. Il s'est produit régulièrement sur les ondes de la Société Radio-Canada.
Comme accompagnateur du baryton Bruno Laplante, il a contribué à plusieurs récitals (à Montréal, Québec, Lévis, Lac-Massawippi, et dans plusieurs tournées au Japon) et à de nombreux enregistrements de plusieurs albums de mélodies françaises (1980-1993; pour Calioppe/France, Victor Musical Industries Inc./Japon, Amplitude/Canada et Analekta/Canada), de différents compositeurs (Jacques Offenbach, Gabriel Fauré, Ernest Chausson, Henri Duparc, Hector Berlioz, Georges Bizet, Édouard Lalo, Érik Satie, Maurice Ravel, Jean Absil, Francis Poulenc, Lionel Daunais, Manuel Rosenthal, Jean Francaix, Jules Massenet, Charles Gounod, Arne Dørumsgaard, Georges Enesco, Louis Durey, Germaine Tailleferre, etc.), dont deux intégrales : toutes les mélodies de Satie, et toutes celles de Duparc. Il a aussi enregistré (pour SNE/Canada) avec Marie Laferrière, mezzo-soprano, ainsi qu'avec le violoniste Vladimir Landsman (pour Ummus/Canada).
Il a enseigné le piano dans plusieurs universités (à l'Université du Québec à Montréal de 1971 à 1983, à l'Université Laval de 1978 à 1982, à l'Université de Montréal depuis 1980), au Conservatoire royal de musique de Toronto (depuis 1989, en tant que professeur invité et conseiller pédagogique pour le Glenn Gould Professional School, fondé en 1997), ainsi qu'au Centre d'arts Orford, notamment.
Marc Durand fait en interaction directe jusqu'à de l'enseignement individualisé à distance, grâce aux tout récents outils technologiques (logiciel spécialisé, Internet haute vitesse, pianos numériques). Par exemple, depuis octobre 2003, entre Toronto (Ontario) et Port Williams (Nouvelle-Écosse), à 1 700 km de distance, auprès d'un jeune élève d'alors douze ans, très doué,.
Parmi les pianistes professionnels qui furent les étudiants de Marc Durand figurent Naida Cole, Anne-Marie Dubois, Maneli Pirzadeh, Louis Lortie, Jean Saulnier, Paul Stewart, Claude Webster, David Jalbert, Jean-François Latour, Monique LeBlanc, Carmen Picard, Jan Lisiecki.